# 象さんのすきゃんてぃ
「象さんのすきゃんてぃ」（ぞうさんのすきゃんてぃ）は、うしろゆびさされ組通算3枚目のシングル。1986年5月2日発売。発売元はキャニオンレコード。

## 解説
曲のタイトルにある「すきゃんてぃ」とは、下着の一種であるスキャンティーのこと。『ハイスクール!奇面組』の2曲目のオープニングテーマとなった（片面はエンディングテーマ、および映画『子猫物語』のキャンペーンソング）。
アウトロの歌詞「好きよ 象さん!」はシングルおよびアルバム『ふ・わ・ふ・ら』や『∞』のレコード・CD・カセットの歌詞カードに書かれていなかったが、テレビアニメ『ハイスクール!奇面組』では歌詞テロップが書かれていた。
1988年発売シングルCDに初めて歌詞に「好きよ 象さん!」と書かれた。

## 収録曲
1. 象さんのすきゃんてぃ　（3:59）
  - 作詞：秋元康 、作曲・編曲：後藤次利
    - CX系アニメ『ハイスクール!奇面組』オープニングテーマ
2. 猫舌ごころも恋のうち　（3:14）
  - 作詞：秋元康 、作曲・編曲：後藤次利
    - CX系アニメ『ハイスクール!奇面組』エンディングテーマ
    - 東宝映画『子猫物語』キャンペーンソング

## 収録アルバム
- ふ・わ・ふ・ら
- ∞ (#1)
- うしろゆびさされ組+うしろ髪ひかれ隊 SINGLESコンプリート
- MYこれ!クション うしろゆびさされ組BEST
- スーパーベスト
- NON-STOP おニャン子 (#2)
- おニャン子クラブA面コレクション Vol.2 (#1)
- おニャン子クラブB面コレクション Vol.2 (#2)

## 関連人物
- 秋元康
- 後藤次利
- うしろ髪ひかれ隊